# آکادمی ملی علوم جمهوری آذربایجان
آکادمی ملی علوم آذربایجان (به ترکی آذربایجانی: Azərbaycan Milli Elmlər Akademiyası) واقع در شهر باکو که مهم‌ترین سازمان پژوهشی دولتی در جمهوری آذربایجان به‌شمار می‌رود. یکی از مهم‌ترین وظایف این نهاد پاسداری، گسترش و پرورش زبان ترکی آذربایجانی می‌باشد. از مهم‌ترین تألیفات این آکادمی دانشنامه آذربایجان شوروی می‌باشد. فرهنگستان علوم جمهوری آذربایجان  بدنه اصلی اداره‌کننده پژوهش‌ها و هماهنگ کننده کلیه‌ی فعالیت‌های علمی-پژوهشی است.

## تاریخچه
آکادمی ملی علوم آذربایجان در جامعه جمهوری آذربایجان برای پژوهش و تحقیقات علمی، که برای اولین بار وابسته با دانشگاه دولتی باکو در ۲۳ ژانویه ۱۹۴۵ بنیانگذاری شده‌است. بعدتر از زیرمجموعه‌های آکادمی علوم اتحاد جماهیر شوروی سابق شد. در سال‌های اولیه تأسیس ۱۵ نفر از ادیبان آذربایحانی نظیر عزیر حاجی‌بیگف و صمد وورغون از اعضای این آکادمی بودند. این آکادمی در بنای تاریخی اسماعیله در خیابان استقلالیت قرار دارد.

## ساختار
آکادمی ملی علوم آذربایجان به ۵ گروه (در مجموع آن‌ها بیش از ۳۰ محقق و نهادهای فرهنگی وابسته در سراسر کشور)، به صورت ذیل تقسیم‌بندی می‌شود:
- فیزیک، ریاضیات و بخش مطالعات فنی
- گروه شیمی
- گروه علوم زمین
- گروه زیست شناسی
- گروه علوم اجتماعی

این آکادمی در شهرهای شکی، گنجه و لنکران شعبه دارد.

## عضویت
عضویت در آکادمی به دو صورت بوده که از طریق رأی‌گیری انتخاب می‌شوند، از ۵۷ نفر عضو اصلی و ۱۰۴ نفر عضو ناظر تشکیل شده و علاوه براین دارای عضویت افتخاری نیز است.